# Reacție Perkin
Reacția Perkin este o reacție organică utilizată pentru obținerea acizilor cinamici. A fost dezvoltată de către chimistul englez William Henry Perkin. Reacția decurge cu formarea unui acid aromatic α,β-nesaturat prin intermediul unei condensări aldolice, plecând de la o aldehidă aromatică și o anhidridă acidă, și se realizează în prezența unei sări alcaline a acidului. Sarea alcalină are rolul de catalizator bazic, totuși se pot folosi și alte baze. Au fost publicate câteva revizuiri ale reacției.

## Mecanism
Următorul mecanism de reacție este o variantă propusă, dar trebuie menționat faptul că există mai multe variante, inclusiv decarboxilarea fără transfer de grupă acetat.

## Aplicații
Utilizarea principală a reacției Perkin este acea de obținere a derivaților de acid cinamic. De asemenea, are utilitate în sinteza de laborator a stilbenului și resveratrolului. Prin schimbarea condițiilor de reacție, se poate obține o anhidridă mixtă, utilă pentru obținerea unor acizi carboxilici.